# Comuna Mazkî, Prîlukî
Mazkî (în ucraineană Мазки) este o comună în raionul Prîlukî, regiunea Cernihiv, Ucraina, formată din satele Mazkî (reședința), Prîozerne și Proletarske.

## Demografie
Componența lingvistică a comunei Mazkî
     Ucraineană (97,67%)
     Rusă (2,33%)
Conform recensământului din 2001, majoritatea populației comunei Mazkî era vorbitoare de ucraineană (97,67%), existând în minoritate și vorbitori de rusă (2,33%).